# Slovenska nacionalna stranka
Slovenska nacionalna stranka (kratica SNS) je slovenska desna zunajparlamentarna politična stranka, katere predsednik je Zmago Jelinčič Plemeniti. Je članica AEMN - Alliance of European National Movements in Zavezništva za mir in svobodo. Stranka je znana po svojih kontroverznih stališčih - nasprotuje Cerkvi, EU-ju, Natu in Islamu. Prednost daje domovini, socialni varnosti, izobraževanju in zdravstvu, mnogi pa ji očitajo preveč nacionalistična stališča, zato se je stranka že zapletla v spore glede države, spolov, etničnosti in ras. Velja za drugo stranko v zgodovini Slovenije, ki ji je uspel povratek v državni zbor, in sicer leta 2018 (prvi je to uspelo Novi Sloveniji). Na državnozborskih volitvah leta 2022 je stranka znova izpadla iz parlamenta.

## Zgodovina
Stranko je 17. marca 1991 ustanovil Zmago Jelinčič Plemeniti, ki je od takrat dalje tudi njen predsednik. Izhodišče ima v gibanju TIGR, protifašistični organizaciji, katere je bil eden od organizatorjev tudi Zmagov stric, Zorko Jelinčič.
Leto in pol kasneje je SNS na volitvah leta 1992 dobil največ glasov do sedaj, 119.091 (deset odstotkov), kar je pomenilo 12 sedežev v državnem zboru. Kljub temu je Jelinčič ne dolgo za tem, domnevno zaradi različnih pogledov na narodnoosvobodilni boj, sedem poslancev izključil iz stranke.
Volitve leta 1996 so prinesle precej slabši volilni rezultat, z nekaj več kot tremi odstotki glasov so si priborili le 4 parlamentarne sedeže.
Isto število sedežev je s 4,3 odstotka glasov stranka dobila tudi na naslednjih volitvah leta 2000, vendar tudi takrat ni minilo brez zapletov. Ko se je glasovalo o podpori Bajukovi vladi, je odločilni glas za potrditev vlade dala SNS-ova poslanka Polonca Dobrajc, zatem pa zapustila stranko in postala članica SDS-a.
Potem, ko je na volitvah leta 2004 stranka dobila 6 sedežev, so proti koncu mandata - 6. januarja 2008 iz poslanske skupine SNS iz protesta nad domnevnim sodelovanjem Zmaga Jelinčiča z vlado izstopili Sašo Peče, Barbara Žgajner Tavš, Boštjan Zagorac in Bogdan Barovič (ta se je naslednji dan vrnil v poslansko skupino) in ustanovili samostojno poslansko skupino Lipa.
Rezultat naslednjih volitev je bil slabši kot tisti na volitvah leta 2004 – s 5,4 odstotka glasov jim je pripadlo pet poslanskih sedežev. Poleg Zmaga Jelinčiča, Bogdana Baroviča in Srečka Prijatelja, ki so stranko in njene volivce zastopali že v prejšnjem mandatu, sta v državnozborske klopi prišla še Silven Majhenič in Miran Györek.
Na predčasnih volitvah 2011 stranka z 1,80 odstotka glasov ni dosegla parlamentarnega praga in je izpadla iz parlamenta. V parlament se ji ni uspelo uvrstiti niti na naslednjih predčasnih volitvah (2014), na katerih je prejela 2,2 odstotka glasov.
Na Državnozborskih volitvah 2018 se je stranka po sedmih letih znova vrnila v Državni zbor, tokrat s štirimi poslanci, med njimi je tudi predsednik stranke, Zmago Jelinčič Plemeniti. 20. decembra 2019 iz stranke in poslanske skupine izstopila Lidija Ivanuša, ki je kot razlog prestopa v SDS navedla nestrinjanje s stranko SNS.

### Poslanska skupina SNS (2008-2011)
- Zmago Jelinčič Plemeniti (vodja)
- Srečko Prijatelj (namestnik vodje), zaradi podkupovanja zaprt do leta 2016
- Bogdan Barovič
- Silven Majhenič
- Miran Györek

### Poslanska skupina SNS (2018-2022)
- Zmago Jelinčič Plemeniti (vodja)
- Dušan Šiško (namestnik vodje)
- Jani Ivanuša

Poslanka v 8. sklicu Državnega zbora je bila tudi Lidija Ivanuša, ki je 20. decembra 2019, zaradi nestrinjanja s stranko, prestopila v poslansko skupino in stranko SDS.

## Rezultati volitev

### Državnozborske volitve
| Volitve | Št. glasov | %     | +/–        | Sedeži  | +/– | Mesto | Vlada                                       |
| ------- | ---------- | ----- | ---------- | ------- | --- | ----- | ------------------------------------------- |
| 1992    | 119.091    | 10,02 | Stagnacija | 12 / 90 | 12  | 4.    | Opozicija                                   |
| 1996    | 34.422     | 3,22  | 6,80       | 4 / 90  | 8   | 7.    | Opozicija                                   |
| 2000    | 48.912     | 4,39  | 1,17       | 4 / 90  | 0   | 7.    | Opozicija                                   |
| 2004    | 60.750     | 6,27  | 1,88       | 6 / 90  | 2   | 6.    | Opozicija                                   |
| 2008    | 56.832     | 5,40  | 0,77       | 5 / 90  | 1   | 5.    | Opozicija                                   |
| 2011    | 19.786     | 1,80  | 3,60       | 0 / 90  | 5   | 8.    | –                                           |
| 2014    | 19.218     | 2,20  | 0,40       | 0 / 90  | 0   | 10.   | –                                           |
| 2018    | 36.904     | 4,20  | 2,00       | 4 / 90  | 4   | 9.    | Opozicija (2018-2020) Opozicija (2020-2022) |
| 2022    | 17.736     | 1,49  | 2,71       | 0 / 90  | 4   | 14.   | –                                           |

### Evropske volitve
| Volitve | Št. glasov   | %            | +/–          | Sedeži | +/–        | Mesto |
| ------- | ------------ | ------------ | ------------ | ------ | ---------- | ----- |
| 2004    | 21.883       | 5,02         | Stagnacija   | 0 / 7  | Stagnacija | 6.    |
| 2009    | 13.227       | 2,85         | 2,17         | 0 / 8  | 0          | 8.    |
| 2014    | 16.210       | 4,03         | 1,18         | 0 / 8  | 0          | 9.    |
| 2019    | 19.347       | 4,01         | 0,02         | 0 / 8  | 0          | 8.    |
| 2024    | ni nastopila | ni nastopila | ni nastopila | 0 / 9  | 0          | /     |

## Nazori

### Ideologija
SNS načeloma ne pristaja na opredeljevanje stanke na levo-desnem političnem spektru. Jelinčič se je v intervjuju z Mladino leta 2000 opredelil kot levičar. SNS je bila v različnih virih opisana tako kot leva, kot desna in kot skrajno desna stranka.

### Gospodarstvo
SNS nasprotuje varčevalnim politikam. SNS nasprotuje privatizaciji državnih podjetji.

#### Davčna politika
SNS podpira znižanje stopnje DDV. SNS podpira znižanje obremenitev stroškov dela. SNS podpira davčne olajšave za investicije v Sloveniji. SNS podpira uvedbo davka na premoženje. SNS podpira višanje minimalne plače.

### Družba
SNS že vsaj od leta 2003 zagovarja popolno legalizacijo prostitucije. SNS se zavzema za popolno legalizacijo kanabisa v rekreativne namene. Zagovarja prepoved genetsko spremenjenih poljščin. SNS zagovarja svobodno odločanje žensk o splavu; omejitve stopnje nosečnosti, po kateri splav ni več dovoljen oz. izvedljiv, naj po mnenju SNS določi stroka. Stranka izraža antiklerikalna in odločno sekularistična stališča in je kritična do Katoliške cerkve na Slovenskem; SNS zagovarja obdavčitev vsega cerkvenega premoženja. SNS nasprotuje pravicam istospolno usmerjenih oseb.

### Zdravstvo
SNS zagovarja centraliziran sistem javnega naročanja v okviru Ministrstva za zdravstvo. SNS zagovarja reformo plačila zdravstvenih delavcev, kjer bi se plačilo določalo glede na delovno obremenjenost in ne stopnjo izobrazbe. SNS zagovarja prepoved opravljanja vloge direktorja zdravstveni ustanov ljudem z medicinsko izobrazbo.

### Pravosodje
SNS zagovarja ukinitev Nacionalnega preiskovalnega urada in Komisije za preprečevanje korupcije. SNS zagovarja ukinitev doživljenjskih mandatov sodnikov v prid 8-letnega mandata.

### Zunanje zadeve
SNS zagovarja izstop Slovenije iz zveze NATO in Evropske unije, podpira pa idejo o Evropi narodov. SNS nasprotuje vsem sankcijam uvedenih proti Rusiji po ruski invaziji na Ukrajino leta 2022, podpira kupovanje plina iz Rusije med vojno in ponovno vzpostavitev odnosov z Rusijo. Vojno stranka imenuje z uradnim ruskim evfemizmom »posebna vojaška operacija«. Predsednik stranke podpira humanitarno pomoč, nasprotuje pa pomoči Ukrajini z vojaško opremo ter transportu opreme skozi Slovenijo. Trdi, da so invazijo povzročile ZDA.

## Organi stranke
- Predsednik: Zmago Jelinčič Plemeniti
- Podpredsedniki: Alenka Jelenovič, Matjaž Perše, Matevž Perovec[47]
- Glavni tajnik: Matjaž Engel

## Kritike in kontroverze
Jelinčič je leta 2012 prejel 25.000€ od podjetja, ki naj bi bilo vpleteno v pranje denarja, s katerim najd bi azerbajdžanska oblast podkupovala evropske politike. Jelinčič ni pojasnil razloga za prejem nakazila, zato se je pojavil sum, da je prejel podkupnino v zameno za ravnanje v prid Azerbajdžana v času, ko je Jelinčič delal kot opazovalec volitev v tej državi (v letih 2005, 2010, in 2013; nikoli ni poročal nepravilnosti). Svet Evrope je zato Jelinčiča doživljensko izključil iz članstva. Jelinčič je kasneje navedel, da je denar zaslužil s prevajanjem knjige, a tega ni mogel dokazati. Zaradi finančnega prejemka se je Jelinčič znašel pod preiskavo Nacionalnega preiskovalnega urada. Jelinčič je bil v obdobju preiskave posnet med gostilniškim pogovorom z - med drugim - Igorjem Bavčarjem in Dimitrijem Ruplom, v katrem je Jelinčič sogovorcem govoril, da je potrebno NPU očistiti ("spucat") določenih kriminalistov. Jelinčič je bil v času pogovora poslanec.